# Brownske bevægelser
Brownske bevægelser opkaldt efter den skotske botaniker Robert Brown (1827), der studerede pollenpartiklers og efterfølgende støvpartiklers, uforklarlige bevægelsesmønstre på en vandoverflade. Brownske bevægelser af små partikler foregår både i væsker og gasser.
Årsagen til bevægelserne er molekylernes ”skubben” som ikke er ligeligt fordelt på alle sider af partiklerne. Fremdriften ændrer dermed hele tiden retning og størrelse og partiklernes bevægelsesbaner på vandet bliver derfor tilfældige. Den specifikke bane for en partikel kan ikke forudsiges selv om de statistiske modeller for bevægelserne generelt kan beskrives med de fysiske love.